# توني الكانتار
توني الكانتار (بالإنجليزية: Tony Alcantar)‏ هو ممثل أمريكي، ولد في 13 أغسطس 1960 بشيكاغو في الولايات المتحدة.

## وصلات خارجية
- توني الكانتار على موقع IMDb (الإنجليزية)
- توني الكانتار على موقع قاعدة بيانات الفيلم (الإنجليزية)